# Alonso de Castilla
Alonso de Castilla fue un personaje vinculado a la revuelta de las Comunidades de Castilla (1520-1521) en Alcalá de Henares; aunque su papel en ella es ambivalente.

## Biografía
Inicialmente capitán de la Comunidad de Alcalá, fue depuesto por ser considerado contemporizador o incluso traidor (podría haber estado en contacto con el duque del Infantado, que tras su indefinición inicial se había convertido en el principal valedor del bando imperial en la región desde su base en Guadalajara). Su enfrentamiento con Hernán Núñez de Toledo ("el Pinciano" o "el Comendador Griego", un profesor de la Universidad caracterizado por su radicalismo comunero), a quien termina acuchillando, es descrito así por Alvar Gómez de Castro (De rebus gestis a Francisco Ximenio Cisnerio, Compluti, 1569):

... al sobrevenir el movimiento comunero, muy acentuado en Alcalá, entre el personal universitario, simpatizando él [Hernán Núñez] con los revoltosos, complicó en la causa con seductoras promesas a don Alonso de Castilla, joven noble y ambicioso. La situación desairada en que quedaba el Pinciano después de la victoria de los imperiales se agravó con las amenazas de don Alonso, quien reclamaba el cumplimiento de lo prometido. Cierto día éste, acompañado de amigos, "gladio stricto in illum irrupit et brachium viri eruditissimi vulneravit. Ob eam injuriam ab homine potenti illatam, quem ulcisci non posset, relicta Compluto, Salmanticam Pintianus, non sine magno Academiae dolore, concessit. Erat enim graecis et latinis litteris cum primis eruditus magnusque ad eas excitator".

En otros documentos (como los recogidos por la Real Academia de la Historia) aparece como un consejero real opuesto a los comuneros:

CONSEJO REAL - 62 - D. ALONSO DE CASTILLA
Galíndez de Carvajal le consideró hombre muy noble en condición y linaje. Tenía buen juicio y alguna experiencia, pero carecía de letras.
Antes del movimiento de las Comunidades fué designado con otros para oír á los Letrados de D. Pedro Girón en sus querellas contra el Duque de Medina-Sidonia y dar cuenta á S. M. Cuando huyó de Valladolid por el requerimiento que se hizo al Consejo Real, fué á unirse con el Condestable de Castilla en Briviesca, y luego le acompañó en Burgos en todos los sucesos que allí se desarrollaron. En Alcalá de Henares continuó sus buenos servicios resistiendo la Comunidad.